# Devarodes subfenestrata
Devarodes subfenestrata är en fjärilsart som beskrevs av Louis Beethoven Prout 1910. Devarodes subfenestrata ingår i släktet Devarodes och familjen mätare. Inga underarter finns listade i Catalogue of Life.